# Hardreams
Hardreams är ett spanskt rockband som spelar melodisk metal. Bandet bildades år 2000 av Sergi Hormigó (trummor), David Agüera (gitarr) och Manu Esteve (sång). Sångtexterna är på engelska.

## Medlemmar
Nuvarande medlemmar
- Manu Esteve – sång
- David Agüera – gitarr
- Victor Muiño – basgitarr
- Sergi Hormigó – trummor
- Miquel Garcia – keyboard

Tidigare medlemmar
- Sergi Segarra – keyboard
- Antonio Landeira – keyboard
- Quique Carmona – keyboard
- David Ruiz – keyboard

## Diskografi
Demo
- Wings on Fire (2002)

Studioalbum
- Calling Everywhere (2004)
- The Road Goes On... (2008)
- Unbroken Promises (2013)

Livealbum
- Live... on a Dreamers Night (2010)